# Bernd Dittert
Bernd Dittert (* 6. Februar 1961 in Genthin) ist ein ehemaliger deutscher Straßen- und Bahnradfahrer und Trainer. Als Sportler startete er für die DDR und ab 1990 für Deutschland. 1992 wurde er Olympiasieger im Mannschaftszeitfahren.

## Sportliche Laufbahn
Dittert gewann bei den UCI-Bahn-Weltmeisterschaften der Junioren 1978 die Bronzemedaille in der Mannschaftsverfolgung. 
1979 gewann er in der Altersklasse Jugend A die DDR-Meisterschaften in der Einerverfolgung und damit seinen ersten nationalen Titel. Bernd Dittert war in der DDR Mitglied des SC Dynamo Berlin. 1981 wurde er gemeinsam mit Detlef Macha, Axel Grosser und Volker Winkler Weltmeister in der Mannschaftsverfolgung der Amateure. In den folgenden Jahren wurde er fünf Mal DDR-Meister in der Einerverfolgung. 1986 errang er bei den Bahn-Weltmeisterschaften mit Roland Hennig, Dirk Meier und Steffen Blochwitz Silber in der Mannschaftsverfolgung. Im selben Jahr gewann er die niederländische Olympia’s Tour. 1988 holte er bei den Olympischen Sommerspielen in Seoul Bronze in der Einerverfolgung. 1986 gewann er die 6 Tage um den Preis der Jungen Welt mit Carsten Wolf als Partner.
Ab 1992 startete Dittert für den Verein Hannoverscher Radsport-Club von 1912. 1992 wurde er gemeinsam mit Christian Meyer, Uwe Peschel, Michael Rich und Guido Fulst Olympiasieger im Mannschaftszeitfahren. Anschließend beendete er seine aktive Radsportlaufbahn.

## Berufliches
Dittert hat eine Ausbildung zum Elektromechaniker absolviert. Von 2000 bis 2006 war Dittert deutscher Bundestrainer im Bahnradsport (Bereich Ausdauer Männer) und von 2006 bis 2011 Straßenradsport-Bundestrainer der U23-Klasse. Unter seiner Ägide errangen die deutschen Fahrer Robert Bartko, Guido Fulst, Daniel Becke und Jens Lehmann bei den Olympischen Spielen 2000 in Sydney die Goldmedaille, wobei sie erstmals in der Radsportgeschichte vier Minuten unterboten und somit einen neuen Weltrekord aufstellten. Dittert war erst kurz zuvor nach dem Unfalltod von Nationaltrainer Robert Lange in das Amt berufen worden. Wenige Wochen nach den Spielen wurde das deutsche Quartett unter Dittert Bahnweltmeisterschaften in Manchester Weltmeister.
Bei den UCI-Bahn-Weltmeisterschaften 2003 kam es zum Eklat, als Dittert den Leipziger Jens Lehmann nicht für die Mannschaftsverfolgung nominierte, woraufhin sich die restlichen Fahrer weigerten zu starten. 2007 wurden Vorwürfe gegen Dittert laut, er habe 1987/88 gedopt, der Bund Deutscher Radfahrer hielt aber an ihm als Bundestrainer fest.
Seit 2015 betreibt Dittert gemeinsam mit der ehemaligen Radsportlerin Anke Wichmann eine Praxis für Physiotherapie in Peguera auf Mallorca.

## Erfolge als Sportler

### Bahn
1981
- Weltmeister – Mannschaftsverfolgung (mit Detlef Macha, Axel Grosser und Volker Winkler)
- DDR-Meister – Mannschaftsverfolgung (mit Gerald Buder, Gunter Buder und Ottmar Trittel)

1982
- DDR-Meister – Einerverfolgung

1983
- DDR-Meister – Einerverfolgung

1986
- Weltmeisterschaft – Mannschaftsverfolgung (Amateure) (mit Roland Hennig, Dirk Meier und Steffen Blochwitz)
- DDR-Meister – Einerverfolgung

1987
- DDR-Meister – Einerverfolgung

1988
- Olympische Spiele – Einerverfolgung
- DDR-Meister – Einerverfolgung

### Straße
1984
- Prolog und Mannschaftszeitfahren Niedersachsen-Rundfahrt

1986
- Gesamtwertung und eine Etappe Olympia’s Tour
- zwei Etappen Niedersachsen-Rundfahrt

1987
- eine Etappe Olympia’s Tour
- eine Etappe Polen-Rundfahrt

1990
- Deutscher Meister – Mannschaftszeitfahren (Amateure) (mit Wolfgang Lötzsch und Mario Hernig)

1991
- Weltmeisterschaft – Mannschaftszeitfahren (Amateure) (mit Uwe Berndt, Uwe Peschel und Michael Rich)

1992
- Olympiasieger – Mannschaftszeitfahren (mit Christian Meyer, Uwe Peschel, Michael Rich und Guido Fulst)

## Erfolge als Trainer
- Weltmeister 2000 in der 4000-Meter-Mannschaftsverfolgung
- Olympiasieger 2000 in der 4000-Meter-Mannschaftsverfolgung

## Auszeichnungen (Auswahl)
- 1984 – Vaterländischer Verdienstorden in Gold
- 1986 – Stern der Völkerfreundschaft in Silber
- 1988 – Vaterländischer Verdienstorden in Bronze
- 23. Juni 1993 – Silbernes Lorbeerblatt[8]